# John Crawford (acteur)
Pour les articles homonymes, voir Crawford et John Crawford.
Cleve Allen Richardson — né le 13 septembre 1920 à Colfax (État de Washington), mort le 21 septembre 2010 à Newbury Park (en) (comté de Ventura, Californie) — est un acteur américain, connu sous le nom de scène de John Crawford.

## Biographie
Partageant sa carrière entre le Royaume-Uni et les États-Unis, il contribue au cinéma à quatre-vingt-dix-sept films entre 1944 et 1981, américains, britanniques ou en coproduction.
Mentionnons La Clef de Carol Reed (1958, avec William Holden et Sophia Loren), Exodus d'Otto Preminger (1960, avec Paul Newman et Eva Marie Saint), La Plus Grande Histoire jamais contée de George Sidney (1965, avec Max von Sydow et Dorothy McGuire), La Tour infernale de John Guillermin (1974, avec Steve McQueen et Paul Newman) et L'inspecteur ne renonce jamais de James Fargo (1976, avec Clint Eastwood et Tyne Daly).
Également actif à la télévision, John Crawford y apparaît dans cent-dix séries entre 1951 et 1986, dont The Lone Ranger (trois épisodes, 1953), Au cœur du temps (quatre épisodes, 1966-1967), Mission impossible (quatre épisodes, 1967-1972) et La Famille des collines (quarante épisodes, 1972-1981).
S'ajoutent onze téléfilms disséminés de 1950 à 1981.

## Filmographie partielle

### Cinéma
- 1946 : Sans réserve (Without Reservations) de Mervyn LeRoy : un soldat
- 1950 : Midi, gare centrale (Union Station) de Rudolph Maté : Hackett
- 1950 : Cyrano de Bergerac de Michael Gordon : un cadet
- 1951 : Le Cavalier de la mort (Man in the Saddle) d'André De Toth : un cavalier d'Isham
- 1952 : Scaramouche de George Sidney : Vignon
- 1952 : Blackhawk (Blackhawk: Fearless Champion of Freedom) de Spencer Gordon Bennet et Fred F. Sears (serial) : Chuck
- 1952 : Sous le plus grand chapiteau du monde (The Greatest Show on Earth) de Cecil B. DeMille : Jack
- 1952 : Le Bal des mauvais garçons (Stop, You're Killing Me) de Roy Del Ruth
- 1953 : Man Crazy de Irving Lerner
- 1953 : Règlement de comptes (The Big Heat) de Fritz Lang : Al
- 1953 : Le Serpent du Nil (Serpent of the Nile) de William Castle : le capitaine Domitius
- 1954 : La Bataille de Rogue River (The Battle of Rogue River) de William Castle : capitaine Richard Hillman
- 1954 : Le Trésor du Capitaine Kidd (Captain Kidd and the Slave Girl) de Lew Landers : Bonnett
- 1958 : La Clef (The Key) de Carol Reed : le capitaine américain
- 1958 : Ordres d'exécution ou Ordres de tuer (Orders to Kill) d'Anthony Asquith : le major Kimball
- 1959 : John Paul Jones, maître des mers (John Paul Jones) de John Farrow : George Washington
- 1959 : Salomon et la Reine de Saba (Solomon and Sheba) de King Vidor : Joab
- 1960 : Exodus d'Otto Preminger : le capitaine Hans Schlosberg
- 1960 : Un homme pour le bagne (Hell Is a City) de Val Guest : Don Starling
- 1960 : Piccadilly Third Stop de Wolf Rilla
- 1962 : Le Jour le plus long (The Longest Day) de Ken Annakin et autres : le colonel Caffey
- 1962 : La Bataille des Thermopyles (The 300 Spartans) de Rudolph Maté : Agathon
- 1963 : Jason et les Argonautes (Jason and the Argonauts) de Don Chaffey : Pollux
- 1963 : Les Vainqueurs (The Victors) de Carl Foreman : le capitaine américain
- 1963 : Capitaine Sinbad (Captain Sinbad) de Byron Haskin : Aram
- 1963 : Les Filles de l'air (Come Fly with Me) de Henry Levin : pilote
- 1964 : Les Jeux de l'amour et de la guerre (The Americanization of Emily) d'Arthur Hiller : le premier maître Paul Adams
- 1965 : La Plus Grande Histoire jamais contée (The Greatest Story Ever Told) de George Stevens et autres : Alexandre
- 1965 : Tuer n'est pas jouer (I Saw What You Did) de William Castle : le cavalier
- 1966 : La Bataille de la vallée du diable (Duel at Diablo) de Ralph Nelson : le marshal Clay Dean
- 1967 : Le Justicier de l'Arizona (Return of the Gunfighter) de James Neilson : Butch Cassidy
- 1972 : L'Aventure du Poséidon (The Poseidon Adventure) de Ronald Neame : le chef-mécanicien Joe
- 1972 : Napoléon et Samantha (Napoleon and Samantha) de Bernard McEveety : le sergent du poste de police
- 1974 : La Tour infernale (The Towering Inferno) de John Guillermin : Callahan
- 1975 : La Fugue (Night Moves) d'Arthur Penn : Tom Iverson
- 1976 : L'inspecteur ne renonce jamais (The Enforcer) de James Fargo : le maire

### Télévision

#### Séries
- 1952-1953 : Les Aventures de Superman (Adventures of Superman)
  - Saison 1, épisode 15 Double Trouble (1952) de Thomas Carr : un ambulancier
  - Saison 2, épisode 11 The Man in the Lead Mask de George Blair : Jack Morrell
- 1953 : The Lone Ranger
  - Saison 3, épisode 19 Trader Boggs (Gig Austin) de Paul Landres, épisode 38 Wake of War (le shérif-adjoint Phil Watts) et épisode 49 Old Bailey (Otto) de Paul Landres
- 1956 : Rintintin (The Adventures of Rin Tin Tin)
  - Saison 2, épisode 38 Rin Tin Tin and the Second Chance : Johnny Thor
- 1956 : Circus Boy
  - Saison 1, épisode 11 The Masked Marvel : Matt
- 1959-1974 : Gunsmoke ou Police des plaines (Gunsmoke ou Marshal Dillon)
  - Saison 5, épisode 5 Kangaroo (1959) d'Andrew V. McLaglen : Hod
  - Saison 7, épisode 29 The Summons (1962) d'Andrew V. McLaglen : Loy Bishop
  - Saison 8, épisode 22 Shona (1963) de Ted Post : Les Torbert
  - Saison 10, épisode 34 Honey Pot (1965) : Hal Biggs
  - Saison 14, épisode 10 The Miracle Man (1968 - un ivrogne) de Bernard McEveety et épisode 13 Johnny Cross (1968 - Yates) d'Herschel Daugherty
  - Saison 15, épisode 11 Ring of Darkness (1969 - Pinto) de Bernard McEveety et épisode 15 The War Priest (1970 - Amos Strange) de Bernard McEveety
  - Saison 16, épisode 19 Jaekel (1971) de Bernard McEveety : Norman Wilson
  - Saison 17, épisodes 12, 13 et 14 Gold Train: The Bullet, Parts I-II-III (1971) de Bernard McEveety : Blanchard
  - Saison 19, épisode 4 The Boy and the Sinner (1973) de Bernard McEveety : Hugh Eaton
  - Saison 20, épisode 2 Town in Chains (1974) de Bernard McEveety : Muller
- 1960 : Destination Danger (Danger Man)
  - Saison 1, épisode 6 Une blonde en pyjama rose (The Girl in Pink Pajamas) de Peter Graham Scott : Dr Keller
- 1961 : La Quatrième Dimension (The Twilight Zone)
  - Saison 2, épisode 23 Au bord du gouffre (A Hundred Yards Over the Rim) de Buzz Kulik : Joe
- 1961 : Les Incorruptibles (The Untouchables)
  - Saison 2, épisode 24 Terreur sur le ring (Ring of Terror) de Walter Grauman : Johnny Acropolis
- 1961 : La Grande Caravane (Wagon Train)
  - Saison 4, épisode 31 The Will Santee Story de Ted Post : Edwin Booth
- 1965 : Combat!
  - Saison 3, épisode 27 Cry in the Ruins : Hauptman Werner
- 1965 : Le Fugitif (The Fugitive)
  - Saison 3, épisode 3 Crack in a Crystal Ball de Walter Grauman : le sergent
- 1966 : Batman
  - Saison 1, épisode 29 Le Rat de bibliothèque (The Bookworm Turns) de Larry Peerce et épisode 30 Pour qui sonne le rat (While Gotham City Burns) de Larry Peerce : l'apprenti imprimeur
- 1965-1966 : Daniel Boone
  - Saison 2, épisode 14 The Christmas Story (1965 - Jeremy Cain) et épisode 19 Crisis by Fire (1966 - Tolliver) de H. Bruce Humberstone
  - Saison 3, épisode 11 Requiem for Craw Green (1966) de George Sherman : Press Boker
- 1965-1970 : Papa Schultz ou Stalag 13 (Hogan's Heroes)
  - Saison 1, épisode 8 Le cinéma est une évasion (Movies Are Your Best Escape, 1965 - le lieutenant Ritchie) d'Howard Morris et épisode 32 Demande permission de s'évader (Request Permission to Escape, 1966 - un capitaine)
  - Saison 2, épisode 16 Pour l'amour de l'art (Art for Hogan's Sake, 1966) de Gene Reynolds : le premier agent de la Gestapo
  - Saison 3, épisode 10 Le Tricheur (One in Every Crowd, 1967) : le capitaine Hermann
  - Saison 4, épisode 8 Opération peinture (Color the Luftwaffe, 1968 - un agent de la Gestapo) de Marc Daniels et épisode 14 la Caisse (Man in a Box, 1968 - un major de la Gestapo) de Richard Kinon
  - Saison 6, épisode 12 Le Grand Professionnel (The Big Broadcast, 1970) de Jerry London : le deuxième officier
- 1966-1967 : Au cœur du temps (The Time Tunnel)
  - Saison unique, épisode 16 La Revanche de Robin des Bois (The Revenge of Robin Hood, 1966 - le Roi Jean) de William Hale, épisode 22 Billy le kid (Billy the Kid, 1967 - John Poe) de Nathan Juran, épisode 25 Le Retour de Machiavel (The Death Merchant, 1967 - le major) de Nathan Juran et épisode 29 Les Aventuriers de l'espace (Raiders from Outer Space, 1967 - Henderson) de Nathan Juran
- 1967 : Star Trek
  - Saison 1, épisode 16 Galilée ne répond plus (The Galileo Seven) de Robert Gist : le commissaire Ferris
- 1967 : Hondo
  - Saison unique, épisode 9 Hondo et le Judas (Hondo and the Judas) de Lee H. Katzin : Gar Harker
- 1967 : Voyage au fond des mers (Voyage to the Bottom of the Sea)
  - Saison 4, épisode 8 Prisonniers du temps (Time Lock) de Jerry Hopper : Alpha
- 1967 : Mannix
  - Saison 1, épisode 12 Anguille sous roche (Turn Every Stone) : Traynor
- 1967 : Tarzan
  - Saison 2, épisode 13 Le Rubis sacré (Jai's Amnesia) d'Harmon Jones : le capitaine
- 1967-1968 : La Grande Vallée (The Big Valley)
  - Saison 3, épisode 10 Le Contre-feu, 1re partie (Explosion!, Part I, 1967) de Virgil W. Vogel : Jim Stone
  - Saison 4, épisode 12 La Lune de chasse (Hunter's Moon, 1968) de Bernard McEveety : Gandy
- 1967-1972 : Mission impossible (Mission: Impossible), première série
  - Saison 1, épisode 15 L'Héritage (The Legacy, 1967) de Michael O'Herlihy : Dr Lubell
  - Saison 3, épisode 18 L'Appât vivant (Live Bait, 1969) de Stuart Hagmann : Orin Selby
  - Saison 6, épisode 10 Chantage (Blues, 1971) de Reza Badiyi : Art Warner
  - Saison 7, épisode 13 Le Pantin (The Puppet, 1972) de Lewis Allen : Paul Ostro
- 1968 : Les Mystères de l'Ouest (The Wild Wild West)
  - Saison 4, épisode 9 La Nuit de l'Homme oublié (The Night of Fire and Brimstone) de Bernard McEveety : le professeur Philip Colecrest
- 1970 : Bonanza
  - Saison 11, épisode 17 The Trouble with Amy : Burton Roberts
- 1972-1981 : La Famille des collines (The Waltons)
  - Saisons 1 à 9, 40 épisodes : le shérif Ep Bridges
- 1974 : Banacek
  - Saison 2, épisode 5 L'Étalon (Horse of a Slightly Different Color) d'Herschel Daugherty : Owen Summers
- 1974-1975 : 200 dollars plus les frais (The Rockford Files)
  - Saison 1, épisode 6 La Dame dans l'auto rouge (Tall Woman in Red Wagon, 1974) de Jerry London : Dr Kenilworth
  - Saison 2, épisode 2 Le Roi du pétrole (The Farnsworth Stratagem, 1975) : Christian
- 1974-1977 : Police Story
  - Saison 2, épisode 3 Robbery: 48 Hours (1974) de Virgil W. Vogel : le sergent Riles
  - Saison 4, épisode 18 End of the Line (1977) de Michael O'Herlihy : Tommy Tirdell
- 1974-1978 : Sergent Anderson (Police Woman)
  - Saison 1, épisode 10 The Stalking of Joey Marr (1974) de Bernard McEveety, épisode 17 Blast (1975) d'Alvin Ganzer et épisode 20 La Compagnie (The Company, 1975) d'Alvin Ganzer : le capitaine Bob Parks
  - Saison 2, épisode 1 Les Coulisses du pouvoir (Pawns of Power, 1975) de Barry Shear, épisode 4 Pattern for Evil (1975) de John Newland, épisode 13 Top modèles (The Hit, 1975) de David Moessinger, épisode 16 The Melting Point of Ice (1976) de Robert Vaughn et épisode 24 Les Anges noirs, 2e partie (Task Force: Cop Killer, Part II, 1976) de Barry Shear : le capitaine Bob Parks
  - Saison 3, épisode 2 Les Militants (Tender Soldier, 1976) de Corey Allen et épisode 23 Échéance fatale (Deadline: Death, 1977) de John Newland : le capitaine Bob Parks
  - Saison 4, épisode 17 Requiem pour Liz Adams (Murder with Pretty People, 1978) de John Newland : le capitaine Bob Parks
- 1975 : Petrocelli
  - Saison 1, épisode 20 Four the Hard Way de Joseph Pevney : Joe Tuttle
  - Saison 2, épisode 1 Death Ride d'Irving J. Moore : Billy Elwood
- 1975 : L'Homme invisible (The Invisible Man)
  - Saison unique, épisode 8 L'Innocent (Go Directly to Jail) : le gardien Coner
- 1976-1979 : La Conquête de l'Ouest (How the West Was Won), feuilleton
  - Saison 1, épisode pilote (sans titre) de Burt Kennedy, Daniel Mann et Bernard McEveety : Hale Crowley
  - Saison 2, épisode 9 Luke de Vincent McEveety : le marshal Towne
- 1977 : Super Jaimie (The Bionic Woman)
  - Saison 3, épisode 5 Rodéo (Bionic Rodeo) : Crowley
- 1978 : Drôles de dames (Charlie's Angels)
  - Saison 2, épisode 20 Les Meurtres (The Sandcastle Murders) de George McCowan : le lieutenant Francona
- 1978 : L'Incroyable Hulk (The Incredible Hulk)
  - Saison 1, épisode 6 Las Vegas (The Hulk Breaks Las Vegas) : Tom Edler
- 1980 : Shérif, fais-moi peur (série TV) : "Souvenir de guerre" (Saison 2 - Episode 15) : Buchanon
- 1980 : Huit, ça suffit ! (Eight Is Enough)
  - Saison 4, épisode 17 Comme le temps passe... (Semi-Centennial Bradford) de Bernard McEveety : Paul Armstrong
- 1980 : Alice
  - Saison 4, épisode 24 Here Comes Alice Cottontail de Marc Daniels : un officier
- 1980 : Dallas, première série
  - Saison 4, épisode 7 Le Quatrième Fils (The Fourth Son) d'Irving J. Moore : Mort Wilkinson
- 1980-1982 : Shérif, fais-moi peur (The Dukes of Hazard)
  - Saison 2, épisode 15 Souvenirs de guerre (Follow That Still, 1980) : Buchanon
  - Saison 4, épisode 27 Dukes en danger (Dukes in Danger, 1982) de Don McDougall : Randall
- 1981 : Lou Grant
  - Saison 4, épisode 18 Violence : Martin Loper
- 1982-1983 : Matthew Star (The Powers of Matthew Star) : le général Tucker
- 1982-1983 : Dynastie (Dynasty), feuilleton
  - Saison 3, épisode 10 Une vieille histoire (The Locket, 1982) de Jerome Courtland, épisode 11 Les Recherches (The Search, 1983) d'Alf Kjellin, épisode 17 Chargez (Battle Lines, 1983) de Jerome Courtland et épisode 18 Rendez-vous à Singapour (Reunion in Singapore, 1983) : Dan Cassidy
- 1983 : K 2000 (Knight Rider)
  - Saison 1, épisode 17 Une si jolie petite ville (A Nice, Indecent Little Town) : le shérif Moore
  - Saison 4, épisode 9 Le Vainqueur (Knight Racer) : Mac Thomas
- 1985 : Matt Houston
  - Saison 3, épisode 15 Piège mortel (Death Trap) de Kim Manners : le shérif Ferris
- 1986 : Le Juge et le Pilote (Hardcastle and McCormick)
  - Saison 3, épisode 17 Les Retrouvailles (Round Up the Old Gang) de Tony Mordente : Charlie

#### Téléfilms
- 1972 : Killer by Night de Bernard McEveety : le guichetier
- 1973 : Message to My Daughter de Robert Michael Lewis : l'avorteur
- 1974 : Strange Homecoming de Lee H. Katzin : Winston
- 1976 : The Macahans de Bernard McEveety : Hale Crowley